# Mauro Ivaldi
Mauro Ivaldi (* 1942 in Mailand) ist ein italienischer Filmregisseur und Drehbuchautor.
Ivaldi ist der Ehemann der Sängerin und Schauspielerin Carmen Villani und drehte zwischen 1973 und 1978 fünf Filme mit ihr in der Hauptrolle; zum letzten, L'anello matrimoniale, schrieb er auch das Drehbuch. Nach einigen anderen, meist mit erotischem Inhalt, und weiteren Arbeiten mit seiner Frau, nun für das spanische Fernsehen, verließ er 1983 die Branche.

## Filmografie (Auswahl)
Regie
- 1974: Brigitte, Laura, Ursula, Monica, Raquel, Litz, Florinda, Barbara, Claudia, e Sofia le chiamo tutte… anima mia
- 1978: L'anello matrimoniale

Drehbuch
- 1980: Hemmungslose Erotik (Contes pervers)
- 1982: Zwei Kuckuckseier im Gruselnest (Polvos mágicos)